# Velia

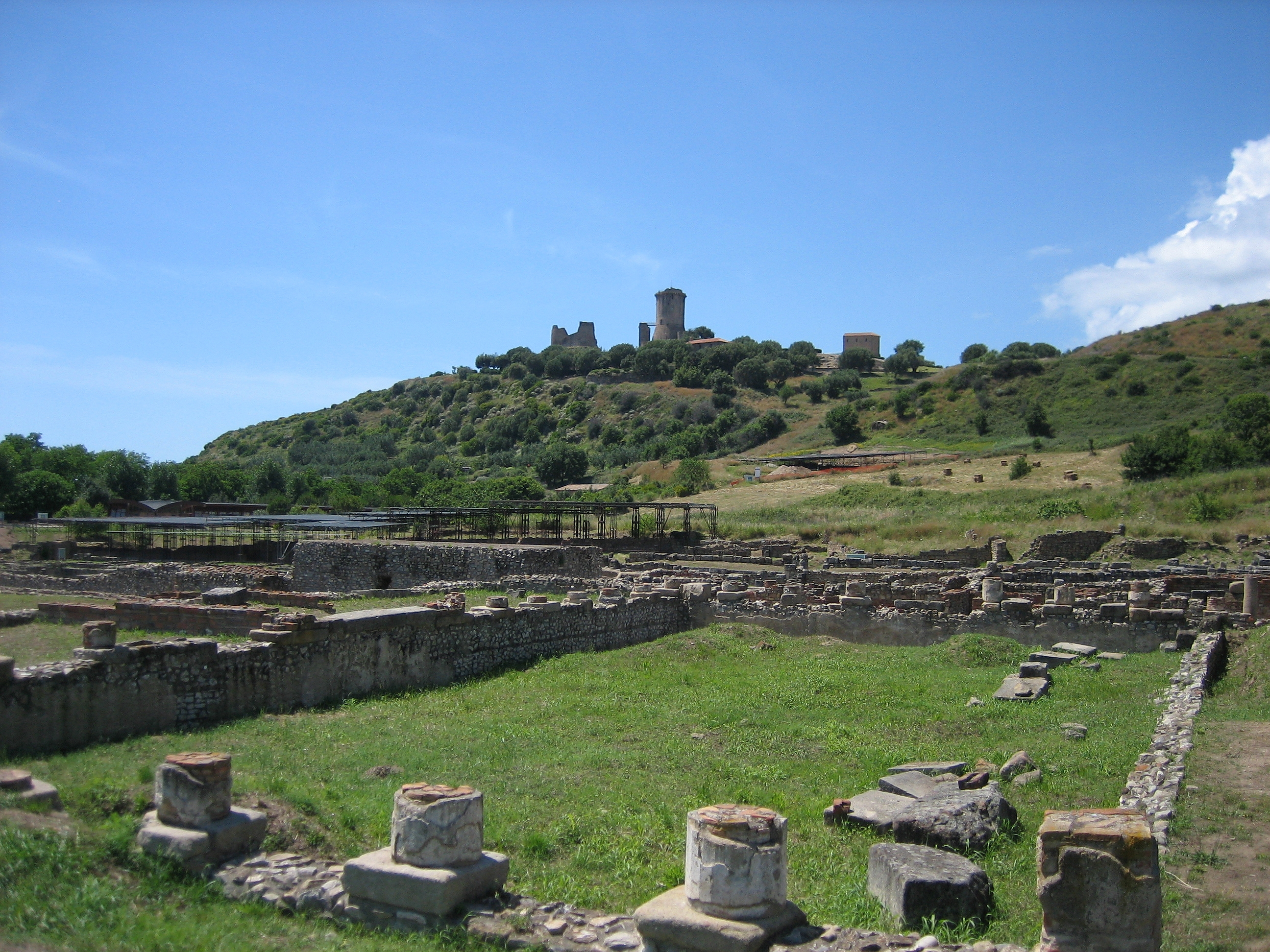
Velia

Velia (Elea) to miejscowość we Włoszech, w regionie Kampania, w prowincji Salerno, w gmina Ascea.

## Historia
Miasto założone ok. 540 p.n.e. przez greckich uciekinierów z jońskiej Fokai. Rodzinne miasto Parmenidesa z Elei oraz Zenona z Elei, siedziba szkoły filozofów, zwanych od nazwy miejscowości eleatami, którą założył Ksenofanes, żyjący w VI w. p.n.e.

Rozległy teren wykopalisk znajduje się w obrębie parku archeologicznego Elea-Velia i dostępny jest dla zwiedzających.